# Barn af to verdener
Barn af to verdener er en dansk dokumentarserie i 4 afsnit fra 1985 med instruktion og manuskript af Jimmy Andreasen.
I de to første film, "Ramadan i Danmark" og "Familien i Pakistan", følger man søskendeparret Furqan på 12 år og Shazia på 10 år, der bor i Bagsværd ved København. I de to andre film, "Man skulle tro de var født i Holstebro" og "Landsbyen i Tyrkiet", følger man Ramo på 13 år og Necla på 12 år. Filmene danner tilsammen en serie, der har til formål at skabe større forståelse og respekt for indvandrerbørns vilkår, dels ved at antyde nogle af vanskelighederne ved at tilhøre to kulturer, dels ved at vise, at børnene ofte er lige så danske, som de er tyrkiske, jugoslaviske eller pakistanske.

## Afsnit
| # | Titel                                    | Første sendedag |
| --- | ---------------------------------------- | --------------- |
| 1 | "Ramadan i Danmark"                      |                 |
| Furgan på 12 år og Shazia på 10 deltager i skolelivet, leger de samme lege og går til samme slags sport som danske børn. Samtidig lever de et pakistansk liv hjemme og overholder de muslimske regler, som er specielt hårde i fastemåneden Ramadan, hvor muslimerne en hel måned ikke spiser mellem solopgang og solnedgang.                                   |                                          |                 |
| 2 | "Familien i Pakistan"                    |                 |
| Furgan på 12 år og Shazia på 10 er på ferie i Pakistan. En stor del af livet er lige så fremmedartet for Shazia, som ikke har været i Sialkot, siden hun var 2 år, som det ville være for et dansk barn. Furqan derimod er hjemmevant i miljøet, fordi det kun er et par år siden, han sidst har besøgt Pakistan.                                               |                                          |                 |
| 3 | "Man skulle tro de var født i Holstebro" |                 |
| Ramo på 13 og Necla på 12 lever sammen med deres forældre og to mindre søskende et liv, som ikke adskiller sig væsentligt fra en dansk families. Ramo og Necla har det desuden godt i skolen, hvor de har mange danske kammerater. |                                          |                 |
| 4 | "Landsbyen i Tyrkiet"                    |                 |
| Ramo på 13 og Necla på 12 bor med deres familie i deres eget hus, som stod færdigt, lige inden de flyttede til Danmark. Her får de besøg af familie og venner. Ramo og Necla afleverer en gave til deres farmor, leger med jævnaldrende kammerater, hvoraf mange også er på ferie i landsbyen, deltager i byens liv og er bl.a. med til deres farbrors bryllup. |                                          |                 |